# Phyllanthus arenicola
Phyllanthus arenicola är en emblikaväxtart som beskrevs av Giovanni Casaretto. Phyllanthus arenicola ingår i släktet Phyllanthus och familjen emblikaväxter. Inga underarter finns listade i Catalogue of Life.